# Rue Chaponnay
 (janvier 2024).
Si vous disposez d'ouvrages ou d'articles de référence ou si vous connaissez des sites web de qualité traitant du thème abordé ici, merci de compléter l'article en donnant les références utiles à sa vérifiabilité et en les liant à la section « Notes et références ».
La rue Chaponnay est une voie publique du 3e arrondissement de la ville de Lyon, en France.

## Situation
La rue, d'orientation ouest-est traverse le 3e arrondissement de Lyon en reliant le quai Victor-Augagneur dans le quartier Préfecture sur le Rhône et la rue Garibaldi dans le quartier de La Part-Dieu et coupant ou donnant successivement sur les voies suivantes : Rues Jean-Larrivé, Marius-Audin, cours de la Liberté, rues Duphot, Pierre-Corneille, avenue du Maréchal-de-Saxe, rues Moncey, Vendôme, Edison, Créqui, Voltaire, Duguesclin, Clos-Suiphon et André-Philip.

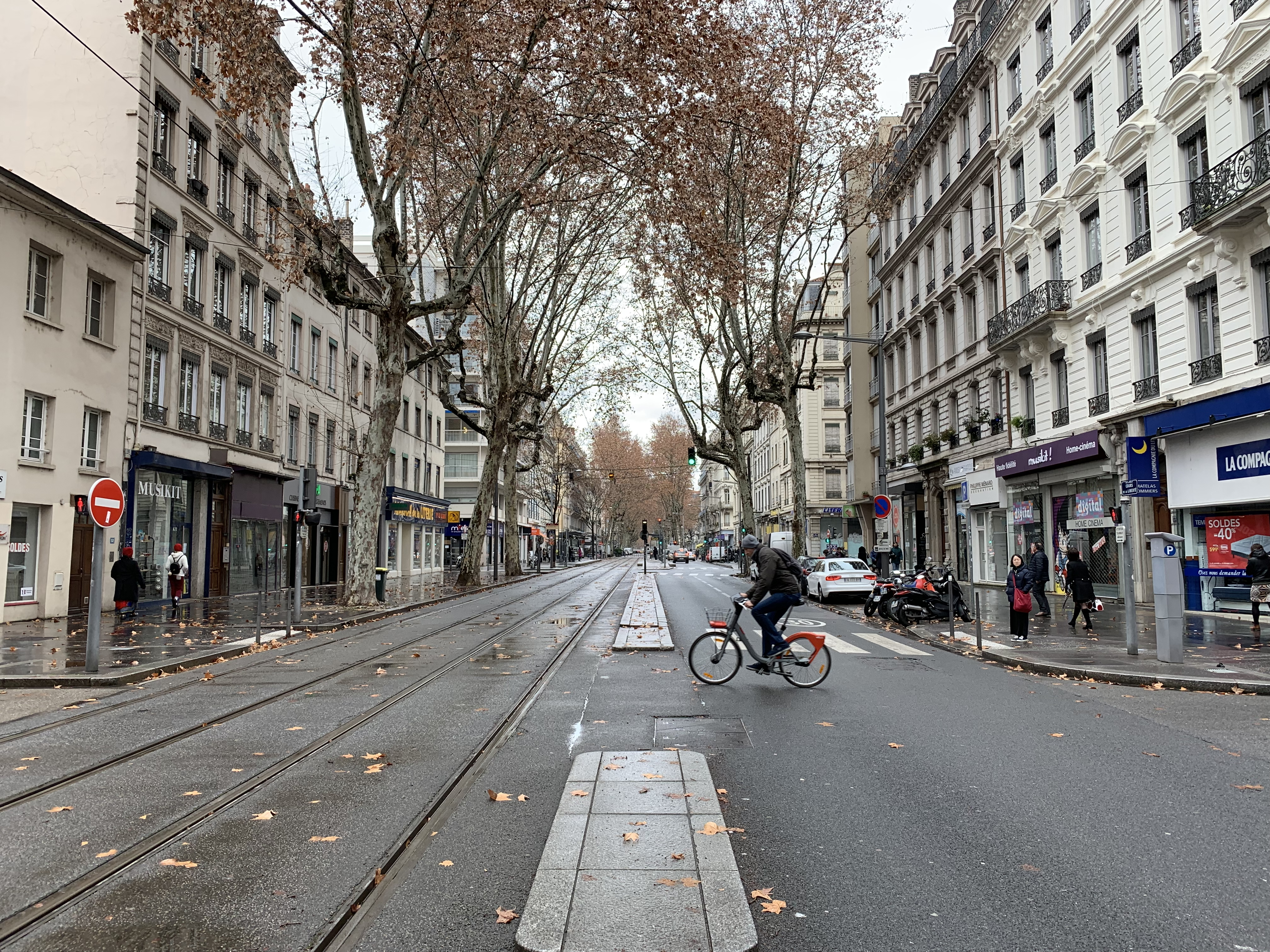
Le cours de la Liberté vers le nord, depuis l'angle avec la rue Chaponnay
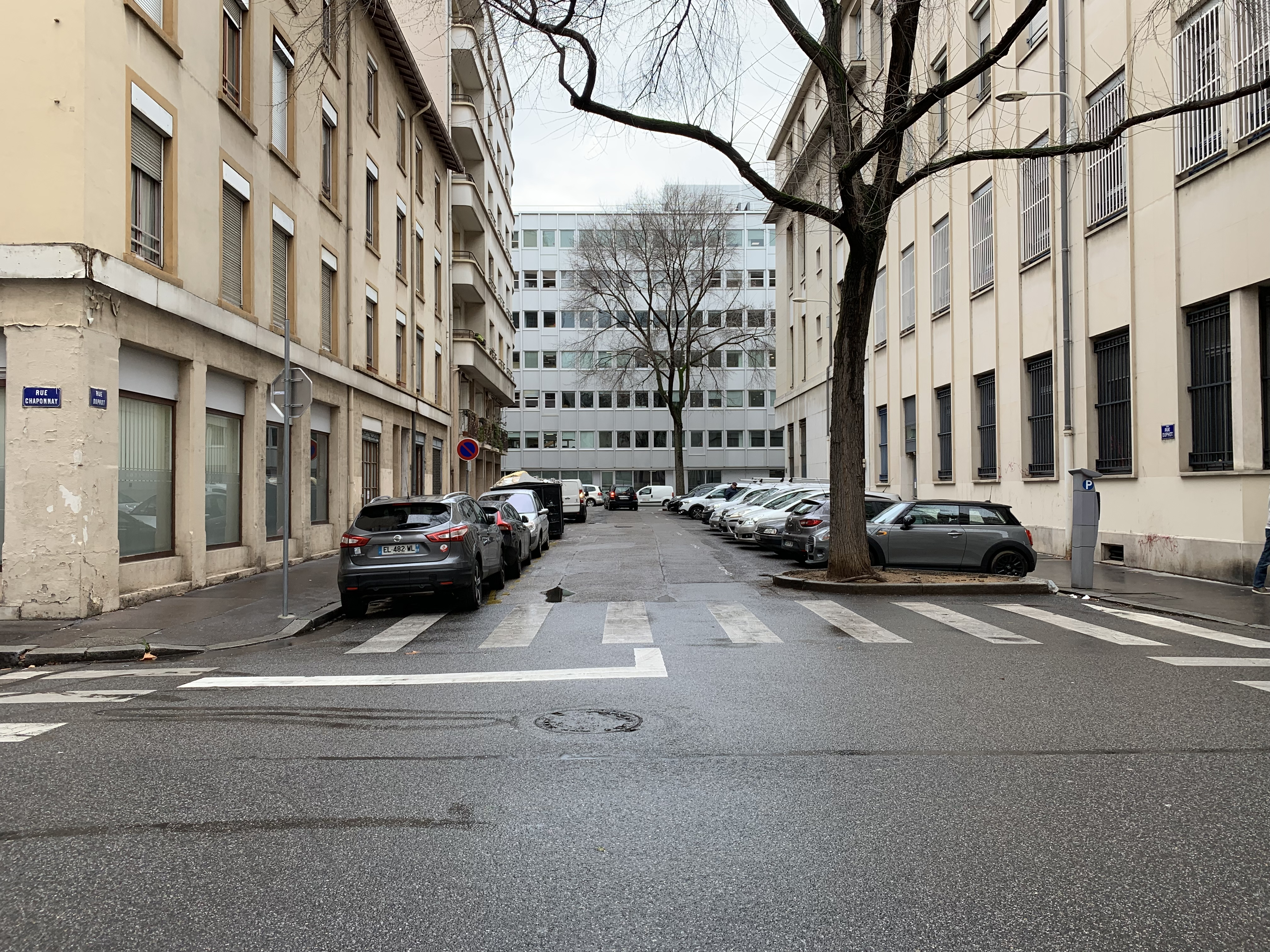
Rue Duphot vers le nord, depuis l'angle avec la rue Chaponnay

## Histoire
Le nom de Chaponnay rend hommage à la famille Chaponnay qui compte de nombreux membres ayant marqué l'histoire de la ville de Lyon, dont Gaspard de Chaponnay qui a fondé la chapelle Saint-Jacquême sur l'actuelle place Saint-Nizier en 1222 ou l'échevin Nicolas Chaponnay en 1535, l'un des fondateurs de l'Aumônerie générale .

## Sources
- Louis Maynard, Rues de Lyon avec indication de ce qu'on peut y remarquer en les parcourant, éditions Jean Honoré,  (ISBN 2-911491-15-7)